# Observatoire de Strasbourg

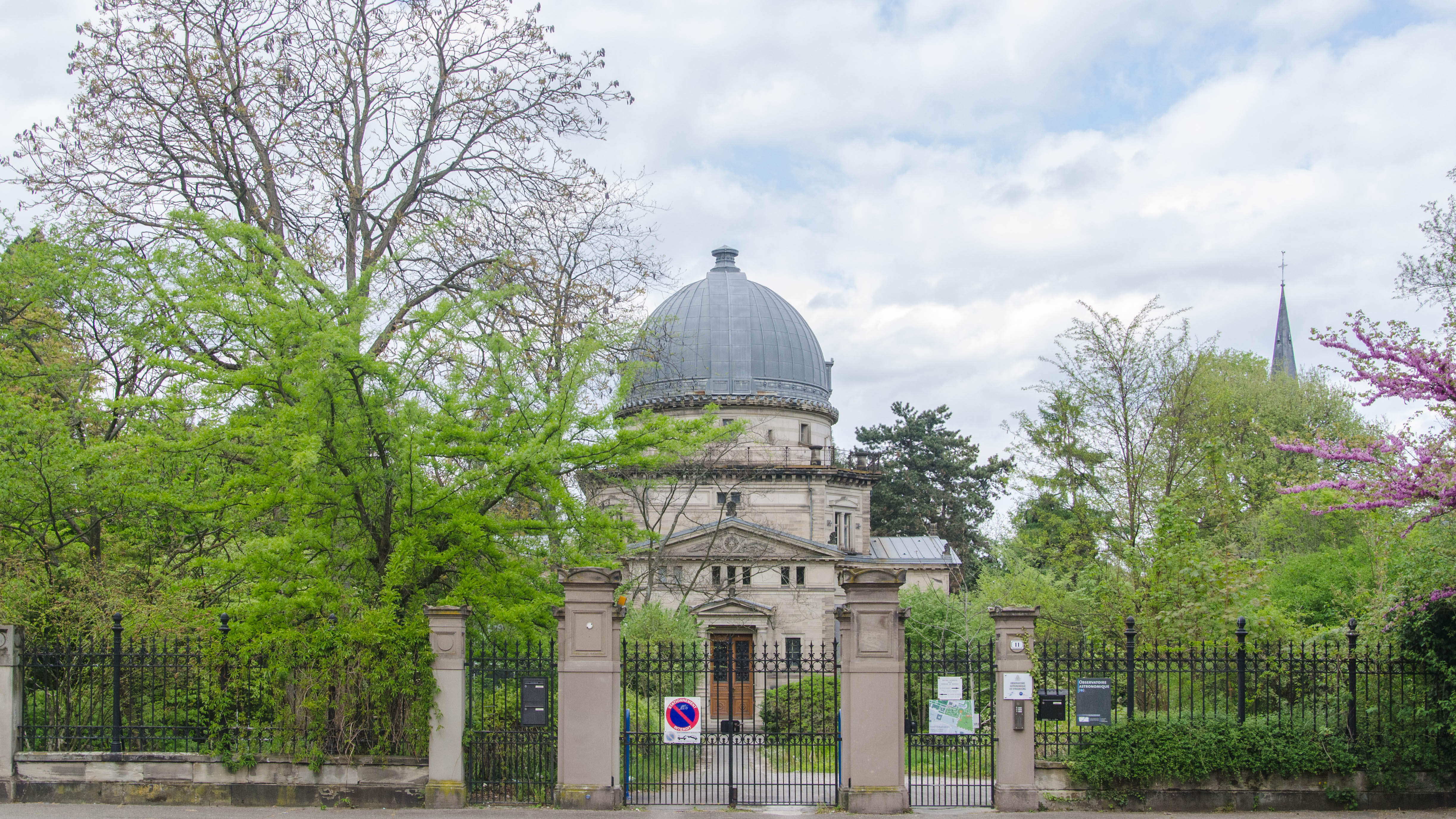
Das Observatorium

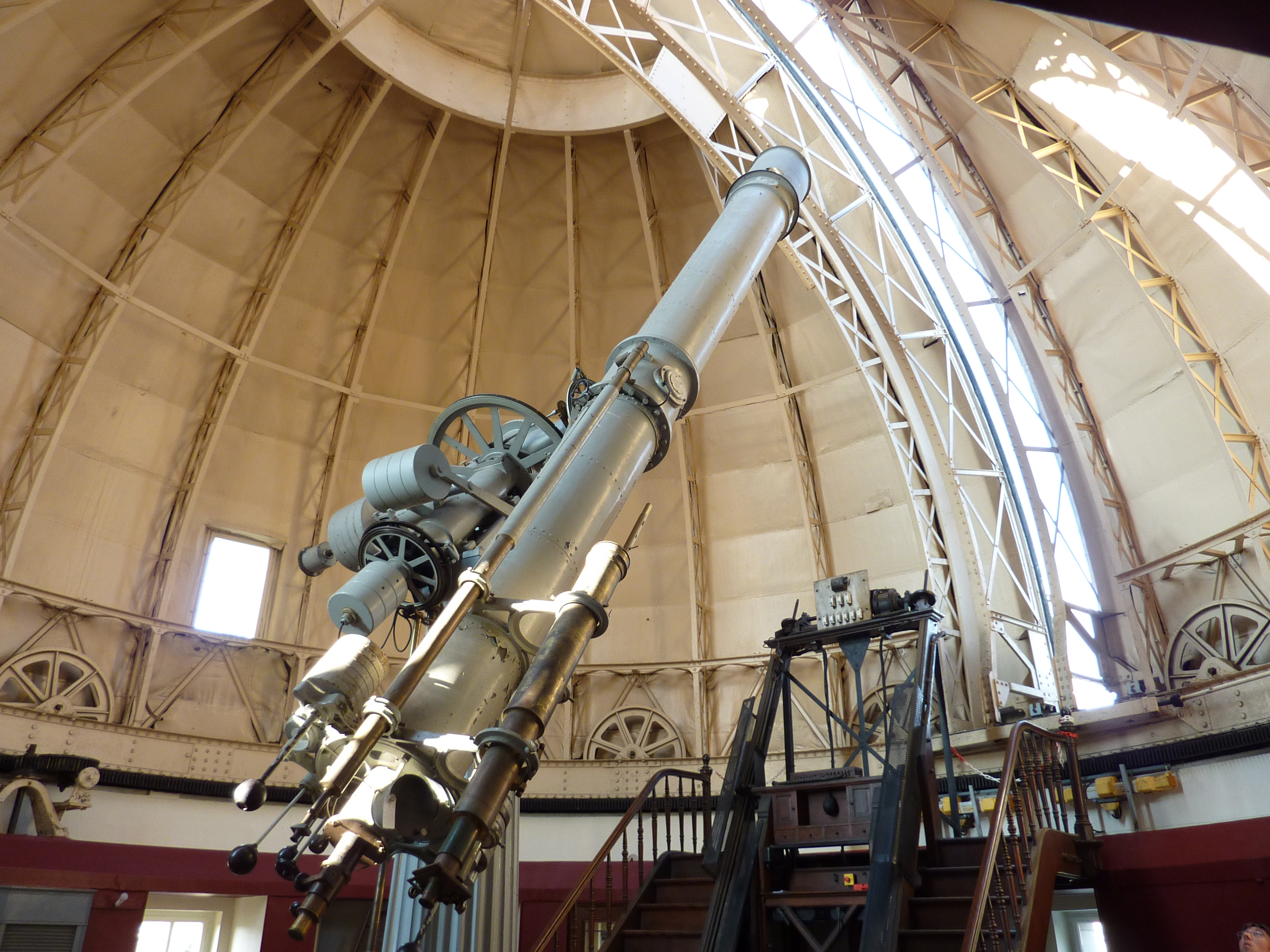
Teleskop

Das Observatoire de Strasbourg ist eine Sternwarte in Straßburg, Frankreich. Es wurde 1881 nach Entwürfen von Hermann Eggert gebaut und gehört heute zur Universität Straßburg. Es beherbergt ein Planetarium und ist vom botanischen Garten der Universität umgeben.
Bekannte Astronomen, die an der Straßburger Sternwarte gewirkt haben: August Winnecke als erster Direktor, Agnès Acker, Ernst Becker, Julius Bauschinger, André Danjon, William Lewis Elkin (1855–1933), Ernest Esclangon, Ernst Hartwig (1851–1923), Carlos Jaschek (1926–1999), Hermann Kobold, Pierre Lacroute (1906–1993), Wilhelm Schur, Otto Tetens, Carl Wilhelm Wirtz, Walter Wislicenus.
Der moderne Anbau (1999) der Sternwarte beherbergt das Straßburger Planetarium. Das Centre de Données astronomiques de Strasbourg ist ebenfalls am Straßburger Observatorium angesiedelt.